# Tatorinia burrowsi
Tatorinia burrowsi är en fjärilsart som beskrevs av Butler 1875. Tatorinia burrowsi ingår i släktet Tatorinia och familjen nattflyn. Inga underarter finns listade i Catalogue of Life.